# Raymonde Vincent
Pour les articles homonymes, voir Vincent.
Œuvres principales
Campagne
Raymonde Vincent, née le 23 septembre 1908 à Villours, hameau de la commune d'Argy (Indre) et morte le 5 janvier 1985 à Châteauroux (Indre), est une écrivaine française. Elle a reçu le prix Femina en 1937.

## Biographie
Née en 1908, originaire du Berry, Raymonde Vincent est née près de Châteauroux, dans une famille de cultivateurs. Sa mère, Céline Eugénie Guilpain (1869-1912), originaire de Chézelles (Indre), morte, c'est elle qui tient la maison de son père Auguste Aimable Vincent (1872-1938), originaire d'Argy (Indre) , métayer exploitant une ferme dépendant du château de la Lienne à Saint-Maur. Le catéchisme mis à part, son instruction est négligée. Elle est brièvement employée à l'usine des Cent mille chemises de Châteauroux, l'un des lieux de production du réseau de magasins fondé par Maurice Schwob ; mais son caractère rebelle lui vaut d'être renvoyée. À dix-sept ans, elle part pour Paris où elle trouve un emploi dans le commerce et pose comme modèle pour Christian Caillard, Georges Klein et Alberto Giacometti. Elle rencontre, en 1926, Albert Béguin (1901-1957), universitaire qui deviendra un essayiste, un critique et un traducteur renommé, qu'elle épouse en 1929 en Suisse.
Grâce à Albert Béguin qui l'encourage et la guide, Raymonde Vincent rattrape en quelques années la carence de ses études et s'intéresse à la peinture, à la musique et au théâtre,. Pourtant, c'est la nostalgie de son passé de paysanne qui va lui inspirer son œuvre la plus marquante : Campagne pour laquelle le prix Femina lui a été décerné en 1937 notamment face aux ouvrages de Robert Brasillach et Henri Bosco,.
En 1941, Raymonde Vincent retourne habiter dans l'Indre à Villers-les-Ormes, avant de s'installer en 1957 à Saint-Chartier. Elle meurt à Châteauroux en 1985. Elle est enterrée à Saint-Lactencin.
En 2019, la commune d'Argy lui rend hommage en dénommant sa bibliothèque municipale de son nom.

## Œuvre
- 1937 : Campagne[5], Éditions Stock – prix Femina; réédité en 1944 avec des dessins d'André Jordan, puis en 2023 aux éditions Le Passeur, suivi de l'inédit Se souvenir de ma mère; préface de Renan Prévot  (ISBN 978-2-38521-003-8)[5]
- 1939 : Blanche, Éditions Stock
- 1943 : Élisabeth, Éditions Stock
- 1945 : Seigneur, retirez-moi d'entre les morts, Éditions Egloff[8]
- 1950 : Les Noces du matin, Éditions du Seuil
- 1962 : La Couronne des innocents, Éditions Le Seuil
- 1977 : Les Terres heureuses, Éditions Julliard
- 1982 : Le Temps d'apprendre à vivre, Éditions Julliard
- 1991 : Hélène (édition posthume), coll. « Voyage immobile », Éditions Christian Pirot